# Leptomyrina
Leptomyrina là một chi bướm ngày thuộc họ Lycaenidae.

## Các loài
- Subgenus Leptomyrina Butler, 1898
  - Leptomyrina boschi Strand, 1911
  - Leptomyrina hirundo (Wallengren, 1857)
  - Leptomyrina makala Bethune-Baker, 1908
  - Leptomyrina phidias (Fabricius, 1793)
  - Leptomyrina sudanica Stempffer, 1964
- Subgenus Gonatomyrina Aurivillius, 1924
  - Leptomyrina gorgias (Stoll, [1790])
  - Leptomyrina handmani Gifford, 1965
  - Leptomyrina henningi Dickson, 1976
  - Leptomyrina lara (Linnaeus, 1764)